# Zdeněk Koubek
Zdeněk Koubek (nascido Zdena "Zdeňka" Koubková, 8 de dezembro de 1913 – 12 de junho de 1986) foi um atleta da Tchecoslováquia. Ele ganhou duas medalhas nos Jogos Mundiais Femininos de 1934 e vários títulos nacionais na corrida de 100-800m, salto em distância e salto em altura, e estabeleceu alguns recordes mundiais em eventos de corrida. Embora tenha sido criado e competido como mulher, foi reconhecido como intersexo em 1935. Aposentou-se do atletismo e mudou seu gênero para homem. Koubek foi uma das primeiras pessoas intersexuais registradas a competir no atletismo em nível internacional.

## Biografia
Koubek nasceu em Paskov, em uma família de oito irmãos. Ele nasceu sem órgãos genitais masculinos, então foi criado como mulher. Logo após seu nascimento, a família mudou-se para Brno, onde terminou a escola e começou a treinar atletismo. Koubek continuou sua educação e treinamento em Praga.
Em 1934, conquistou cinco títulos nacionais, nos 100m, 200m e 800m rasos, salto em altura e salto em distância. Em 14 de junho de 1934 ele estabeleceu seu primeiro recorde mundial, nos 800 m com 2m16s4. Seu próximo recorde mundial veio no revezamento medley (2x100m, 200m e 800m), com 3m14s4. No final de agosto, Koubek venceu a prova de 800 m nos Jogos Mundiais Femininos de 1934, com um tempo recorde mundial de 2m12,4, e terminou em terceiro no salto em distância com um recorde nacional de 5,70 m.
Segundo seu diário, apesar de ter sido criado como mulher, ele começou a se sentir cada vez mais homem. Em 1935, Koubek aposentou-se das competições e passou por uma série de exames médicos. Os médicos diagnosticaram que ele era uma pessoa intersexo com características sexuais masculinas predominantes. No ano seguinte, ele passou por uma cirurgia genital e teve seu nome oficialmente alterado para Zdeněk Koubek. Ele abandonou o atletismo e uma potencial carreira de treinador, e somente após a Segunda Guerra Mundial ele se juntou ao time de seu irmão Jaroslav e jogou rugby em um clube local. Seus recordes no atletismo feminino foram cancelados e ele devolveu todas as suas medalhas e prêmios.
Koubek foi para Nova Iorque e Paris, onde falou sobre sua história e praticou atletismo em cabarés. Ele voltou para a Tchecoslováquia, casou-se e trabalhou como escriturário na Škoda Works. Koubek passou seus últimos anos morando com sua esposa em Praga, onde morreu aos 72 anos. Um romance de 1935, Zdenin světový rekord (recorde mundial de Zdena), de Lída Merlínová, é baseado em sua infância e carreira.